# I fratelli Dinamite
I fratelli Dinamite è un film di animazione del 1949 diretto da Nino Pagot.
La pellicola fu prodotta dalla Pagot Film di Milano.
Fu presentato alla Mostra cinematografica di Venezia nel 1949, assieme a La rosa di Bagdad, al quale contende il primato per essere stato il primo lungometraggio di animazione realizzato in Italia e a colori realizzato con un Technicolor primitivo.

## Trama
Il film presenta una struttura ad episodi: 
- L'infanzia dei tre fratellini, su un'isola selvaggia, in mezzo alla natura incontaminata, fino al loro ritrovamento da parte di alcuni esploratori e il ritorno (più o meno forzato) alla civiltà;
- la scuola;
- la lotta contro il diavolo;
- il concerto;
- il Carnevale di Venezia.

## Produzione
La lavorazione del film comincia nel 1942 durante il secondo conflitto mondiale col nome di "Tolomeo"; a collaborare alla sceneggiatura c'è Attilio Giovannini che collaborerà anni dopo con Bruno Bozzetto per West and Soda.
Per i disegni invece collaborarono Osvaldo Piccardo ed Osvaldo Cavandoli, futuro creatore del personaggio animato La Linea.

## Accoglienza
Il film viene presentato alla X Mostra di Venezia, ma ha uno scarso successo nelle sale cinematografiche italiane.
Rimane nei magazzini fino agli anni '60, finché la RAI ne richiede una copia per la rubrica di cinema d'animazione d'autore di inizio anni '70 Mille e una sera stampandolo in bianco e nero (non aveva ancora introdotto le trasmissioni a colori).
Per anni rimane di nuovo nei magazzini, finché la Cineteca Italiana di Milano decide di restaurarlo partendo da due copie in positivo Technicolor degli anni '40, peraltro molto rovinate, e ripulendo il suono eliminando fruscii e rumore di fondo, grazie a Blue Gold che lavora per il restauro delle pellicole.
Nel 2004 alla 61ª Mostra di Venezia viene presentato nella copia restaurata che ha un grande riscontro; nello stesso anno viene pubblicato in DVD distribuito dalla Medusa Home Entertainment e successivamente proposto nella rubrica RAI notturna Fuori orario.